# Falun Gong

Il simbolo della Falun Dafa.
Esso contiene cinque svastiche 卍 (millenario simbolo buddista, presente in molte culture antiche) e quattro simboli del Taiji (yin-yang).

Il Falun Gong, noto anche come Falun Dafa, è un movimento religioso fondato e guidato da Li Hongzhi. Diffusosi in Cina nel corso degli anni novanta, l'organizzazione afferma di avere seguaci in più di 100 Paesi.
In patria ha inizialmente goduto di un considerevole sostegno da parte delle autorità cinesi, in quanto diffondeva la pratica di Qi Gong, collegata alla medicina tradizionale cinese e alle arti marziali. Tuttavia a partire dal 1996 il Partito Comunista Cinese (PCC) e le agenzie di sicurezza hanno progressivamente visto il Falun Gong come una potenziale minaccia per la sua popolarità, la sua indipendenza dallo stato e per i suoi insegnamenti spirituali, mostrando una crescente ostilità. Il 20 luglio 1999, il PCC ha cercato di sradicare l'organizzazione. Gli Stati Uniti e l'Unione europea hanno accusato la Cina di violare i diritti umani dei membri del movimento.
Gli insegnamenti di Li Hongzhi, fondatore dell'organizzazione, sono stati definiti in occidente come omofobi, contro la mescolanza razziale, anti-femministi. Il Falun Gong è legato a The Epoch Times, una testata online vicina all'estrema destra nota per aver sostenuto molteplici teorie del complotto, tra cui quelle del gruppo di estrema destra QAnon e quelle Novax durante la Pandemia di COVID-19. Lo Shen Yun Performing Arts, la compagnia di spettacoli gestita dal Falun Gong, ha attirato l'attenzione dei media per aver negato la teoria dell'evoluzione.

## Storia

### Li Hongzhi, fondatore e guida
Il 13 maggio 1992, Li Hongzhi, un maestro di qigong del nord-est della Cina, ha tenuto il primo corso pubblico di Falun Gong a Changchun, provincia di Jilin. Ha presentato il Falun Gong come parte della «millenaria tradizione della coltivazione», facendo di fatto conoscere al grande pubblico l’aspetto spirituale della pratica del qigong che era stato accantonato durante la Rivoluzione culturale per adattarsi all'ideologia comunista. Li ha fondato la Società di ricerca della "Falun Xiulian Dafa", che nel settembre 1992 è stata ammessa all'interno della SRQC. All'epoca, la Società di Ricerca Scientifica sul Qigong in Cina (SRQC) era l'organizzazione governativa preposta a sovraintendere alla pratica, alla ricerca e allo sviluppo delle scuole di qigong.
Li Hongzhi negli anni ha rilasciato diverse dichiarazioni controverse sulle sue convinzioni, tra cui l'esser capace di attraversare i muri e di rendersi invisibile. Ha dichiarato di conoscere diverse persone con la capacità di levitare ed è convinto che tramite il qigong si possano curare le malattie. Ha inoltre sostenuto che gli alieni abbiano introdotto la scienza al genere umano per controllare i loro corpi.

### Diffusione e sviluppo del Falun Gong
Il Falun Gong ha partecipato alla Fiera Orientale della Salute di Pechino del 1992 e del 1993, nelle quali ha ottenuto uno straordinario successo. Nel 1992 è stato premiato come "qigong stella", mentre nel 1993 Li Hongzhi è stato proclamato "il Maestro di Qigong più acclamato" e il Falun Gong ha ricevuto il "Premio d'oro speciale" e un premio per l'"Avanzamento delle frontiere della scienza." I giornali e le riviste specializzate di qigong hanno pubblicato articoli che esaltavano la genuinità della pratica e i suoi straordinari effetti terapeutici, il che ha contribuito ad accrescerne la popolarità.
Tra il 13 maggio 1992 e dicembre del 1994, Li Hongzhi ha tenuto 54 corsi di 7-10 giorni. Viaggiando attraverso la Cina ha raggiunto un uditorio complessivo di oltre 60 000 persone.
Le autorità governative hanno in più occasioni ringraziato ufficialmente Li Hongzhi. Una pubblicazione del Ministero della Pubblica Sicurezza datata agosto 1993 lo ha lodato per «promuovere le tradizioni non-violente del popolo cinese, preservare l'ordine sociale e la sicurezza pubblica, e promuovere la moralità nella società».
Il 4 Gennaio 1995, si è svolta presso l'auditorium del Ministero di Pubblica Sicurezza la cerimonia di pubblicazione del libro Zhuan Falun. Con la pubblicazione di questo libro, Li ha reso il suo insegnamento accessibile su ampia scala e lo Zhuan Falun è diventato un best seller in Cina.
Secondo David Ownby, professore di storia e direttore del Centro di Studi dell'Asia Orientale dell'Università di Montréal in Canada, Li è diventato «immediatamente una star nel mondo del qigong».

### Prime tensioni con il governo
Nel 1995 le autorità cinesi hanno iniziato a volgere la loro attenzione verso il Falun Gong per intervenire sulla sua organizzazione. Il Ministero della Sanità, la Commissione Nazionale dello Sport e la SRQC hanno chiesto a Li Hongzhi di costituire insieme una associazione del Falun Gong, offerta che Li rifiutò. Inoltre nel 1996 la SRQC ha emesso una direttiva, che imponeva a tutte le pratiche di qigong di istituire delle sezioni del PCC all'interno della loro organizzazione e anche questa richiesta è stata respinta. Inoltre nel 1996, la Società di Ricerca sul Qigong ha anche richiesto a Li di aumentare il costo del suo insegnamento, ma Li ha risposto enfatizzando la necessità che il suo insegnamento fosse gratuito.
Nel marzo 1996, in risposta ai crescenti disaccordi, il Falun Gong si è ritirato dalla SRQC, sostenendo che essa «non cercava affatto di comprendere il qigong, ma voleva solo trarne un guadagno economico». Da quel momento ha operato senza l'autorizzazione ufficiale dello stato. I rappresentanti del Falun Gong hanno provato a registrarsi presso altri enti governativi, ma senza riuscirci. Li e il Falun Gong si sono quindi venuti a trovare al di fuori del circuito di relazioni personali o economiche attraverso le quali i maestri e le loro associazioni di qigong potevano trovare un posto all'interno del sistema statale, con la protezione che ne derivava.
L'uscita del Falun Gong dalla SRQC è avvenuta nel momento di più ampio cambiamento dell'attitudine del governo verso le pratiche di qigong. Nel governo era infatti cresciuta l'influenza dei detrattori del qigong, e le autorità hanno iniziato a tentare di mettere un freno alla crescita di questi gruppi, alcuni dei quali contavano decine di milioni di seguaci. A tale scopo i media di stato hanno iniziato a pubblicare articoli critici nei confronti del qigong. Il Falun Gong in un primo momento era rimasto al di fuori dell'ondata di criticismo, ma in seguito al distacco dalla SRQC è stato immediatamente coinvolto.
Il 17 giugno 1996, il Guangming Daily, un influente giornale governativo, ha pubblicato un articolo polemico nei confronti del Falun Gong, il cui libro centrale, Zhuan Falun veniva descritto come un esempio di “superstizione feudale”, un'accusa che il Falun Gong era fino ad allora riuscito ad evitare, ritagliandosi uno spazio tra la scienza e la tradizione. Tuttavia alla pubblicazione di questo articolo ne sono seguiti oltre venti nei giornali dell’intera nazione. Poco dopo, il 24 luglio, il Dipartimento Centrale della Propaganda ha vietato la pubblicazione di tutti i libri del Falun Gong (divieto che tuttavia non è stato applicato in maniera categorica).
Migliaia di adepti del Falun Gong hanno reagito scrivendo al Guangming Daily in merito all'articolo diffamatorio e facendo appello al Dipartimento Centrale della Propaganda e alla SRQC per contestare i provvedimenti presi e «per far sapere alle autorità che il Falun Gong è in realtà un'ottima pratica che beneficia le persone e la società». Ciononostante i media hanno continuato a pubblicare articoli e servizi contro il Falun Gong; perciò in molte occasioni, tra il 1996 e il 1999, gli adepti del Falun Gong hanno tenuto dimostrazioni pacifiche davanti alle sedi dei media chiedendo che ritirassero quelli che percepivano essere servizi fasulli e disinformativi. Queste proteste non sono state né condannate né proibite e buona parte dei media ha effettivamente disconosciuto questi servizi ed è ritornata sulle sue posizioni.

### Manifestazioni a Tianjin e Zhongnanhai

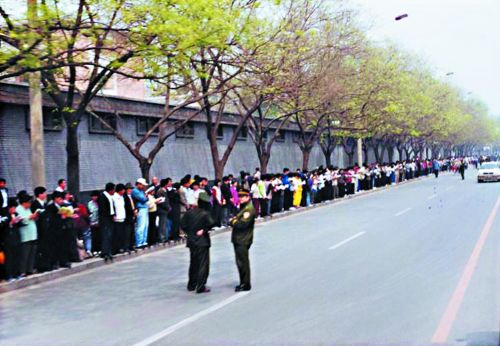
Praticanti del Falun Gong in appello fuori dal complesso governativo di Zhongnanhai nell'aprile 1999 per chiedere il riconoscimento governativo.

Nel maggio del 1998, durante un talk show trasmesso dalla Beijing Television, He Zuoxiu, membro dell'Accademia cinese delle scienze e fiero sostenitore del marxismo, ha denigrato i gruppi di qigong facendo particolare riferimento al Falun Gong. In risposta gli adepti del Falun Gong si sono riuniti davanti alla stazione televisiva e hanno manifestato in silenzio chiedendo una ritrattazione. Il giornalista responsabile del programma è stato licenziato, e alcuni giorni dopo è stato mandato in onda un programma positivo sul Falun Gong.
Nel frattempo, sebbene in alcuni ambienti le critiche nei confronti del qigong e del Falun Gong si siano intensificate, la pratica ha continuato ad avere un certo numero di sostenitori di alto livello all'interno del governo. Nel 1998, Qiao Shi, che da poco si era ritirato dal ruolo di Presidente del Comitato Centrale del Congresso Nazionale del Popolo, aveva avviato una propria indagine sul Falun Gong. Dopo mesi di ricerche, il suo gruppo ha concluso che «Il Falun Gong aveva portato centinaia di benefici alla popolazione cinese e non aveva avuto un solo effetto negativo». A maggio dello stesso anno, la Commissione Nazionale dello Sport in Cina ha iniziato a raccogliere informazioni sul Falun Gong. Basandosi su oltre 12 000 interviste rilasciate dagli adepti della provincia di Guangdong, nelle quali il 97,2% ha detto che il Falun Gong aveva migliorato la loro salute.
Un anno dopo, l'11 aprile 1999, He Zuoxiu ha pubblicato sulla rivista dell'università di Tianjin un articolo che definiva il Falun Gong una superstizione potenzialmente pericolosa per i giovani. Un grande numero di adepti si sono riuniti allora presso l'università di Tianjin, davanti alla sede della rivista, chiedendo che essa pubblicasse un disconoscimento dell'articolo. Questo episodio, diversamente dai precedenti, si è concluso però con l'arrivo della polizia antisommossa, alcuni adepti sono stati feriti e quarantacinque arrestati. Agli altri adepti è stato detto che se volevano appellarsi ulteriormente, dovevano sollevare la questione con il Ministro della Pubblica Sicurezza e andare a fare appello a Pechino
Così, il 25 aprile 1999 diecimila adepti si sono radunati davanti all'ufficio centrale degli appelli vicino al quartiere governativo di Zhongnanhai a Pechino. L'appello è durato 13 ore, senza slogan o striscioni, i manifestanti richiedevano la scarcerazione degli arrestati e il riconoscimento del loro diritto di praticare liberamente. Una delegazione è stata ricevuta dal primo ministro Zhu Rongji che ha assicurato agli adepti che i prigionieri sarebbero stati rilasciati e che nessuno sarebbe stato molestato in futuro. David Ownby vede in questa manifestazione un punto di svolta nella politica del PCC nei confronti del Falun Gong.
Il segretario generale del partito, Jiang Zemin, informato della manifestazione da Luo Gan (un membro del Politburo), si è arrabbiato molto per l'audacia della manifestazione - la più grande dalla protesta di Piazza Tiananmen del 1989. Jiang ha richiesto un'azione risoluta per sopprimere il gruppo, e ha criticato il Premier Zhu per essere stato "troppo soft" nel gestire la situazione. Quella sera, Jiang ha scritto una lettera in cui ha palesato il suo desiderio di vedere il Falun Gong "distrutto"; ha espresso la sua preoccupazione riguardo alla diffusione e alla popolarità del Falun Gong, e in particolare riguardo al grande numero di membri del PCC che stavano praticando questa disciplina tradizionale. Ha dichiarato anche che la filosofia morale del Falun Gong si trova all'opposto dei valori atei marxisti-leninisti e che quindi costituiva una forma di competizione ideologica estremamente pericolosa.

### Persecuzione
Il 20 luglio 1999, Jiang Zemin, allora Segretario Generale del Partito Comunista Cinese, ha lanciato una campagna di repressione a livello nazionale, affermando che il Falun Gong minacciava la stabilità sociale e politica della Cina. Le forze di sicurezza hanno portato via dalle loro case migliaia di adepti del Falun Gong che erano stati identificati come “praticanti chiave”. Due giorni dopo, il 22 luglio, il Ministero degli Affari Civili ha bandito la Società di Ricerca della Falun Dafa e il Ministero della Pubblica Sicurezza ha emanato una circolare che proibiva ai cittadini di praticare la Falun Dafa in gruppo, di possedere i libri della Falun Dafa, di esporre striscioni a favore della Falun Dafa o di contestare i divieti stessi.
La campagna mirava a sradicare il gruppo attraverso una combinazione di propaganda, detenzione e riforma coercitiva del pensiero, che in molteplici casi documentati è sfociata nella morte. Ad ottobre del 1999, quattro mesi dopo la messa al bando, è stata creata una legge contro le "religioni eterodosse" per condannare i adepti del Falun Gong a pene detentive. Nell'agosto 2000, Jiang Zemin ha ordinato una intensificazione della persecuzione, con l'intento di eliminare la pratica in tre mesi.

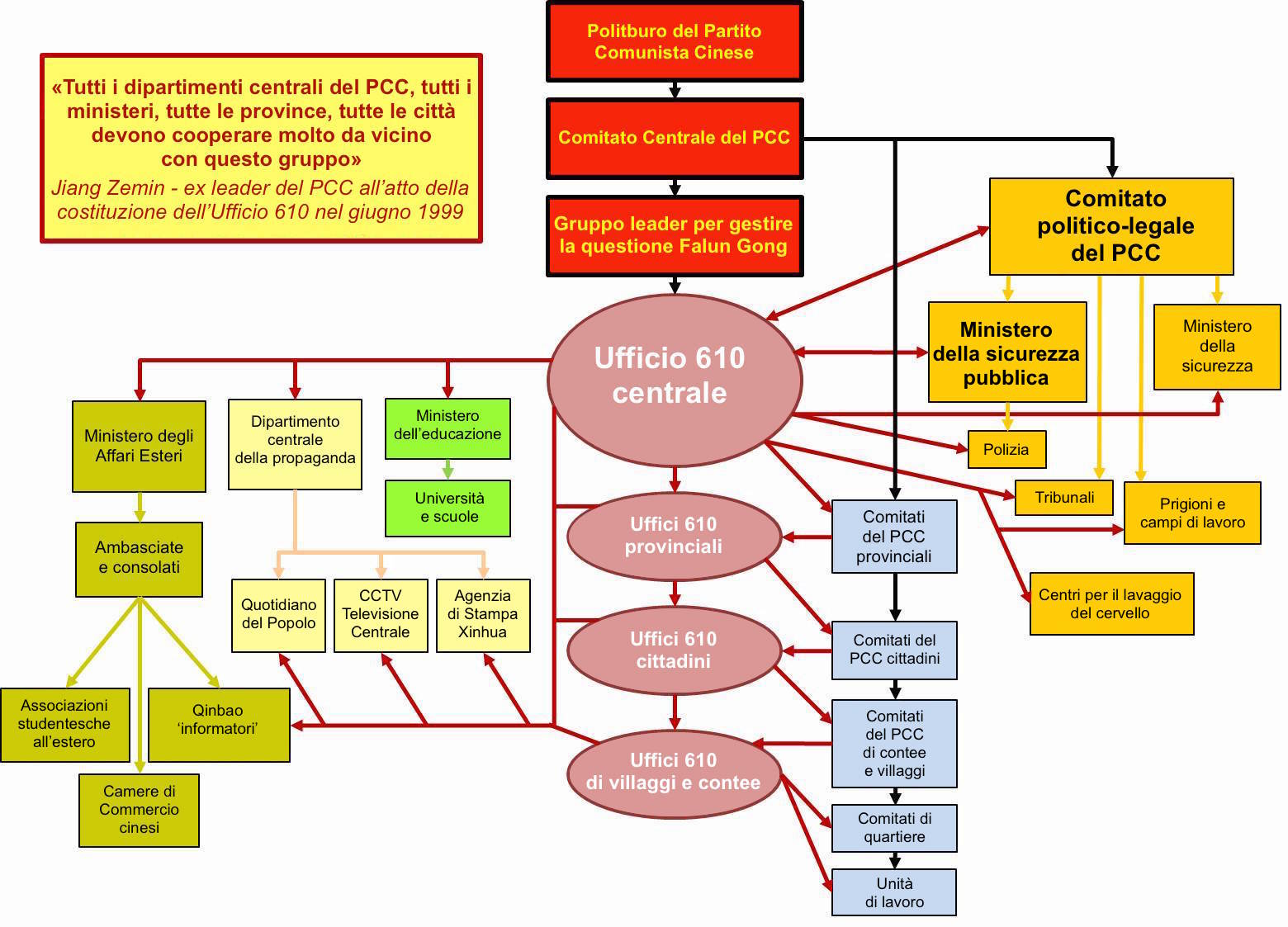
Struttura e organizzazione dell'ufficio 610

Centinaia di migliaia di adepti sono stati arrestati presso le loro abitazioni e inviati nei centri di detenzione, nei campi di lavoro o nei centri di «rieducazione» per il lavaggio del cervello. In questi luoghi le autorità carcerarie hanno il compito di «riformare» gli adepti utilizzando qualsiasi mezzo; i resoconti parlano di «torture sistematiche», lavori forzati, detenzioni illegali, trattamenti psichiatrici e prelievi forzati di organi. Jiang Zemin, mandante della persecuzione, ha dichiarato: «nessun mezzo è troppo estremo».
A detta del giornalista Ian Johnson, poi vincitore di un Premio Pulitzer per i suoi articoli sulla repressione del Falun Gong, tutti i settori della società sono stati mobilitati contro il Falun Gong, compreso l’apparato mediatico, le forze di polizia, l’esercito, il sistema scolastico, le aziende e le famiglie. Fin dall'inizio sono state incoraggiate e ricompensate denunce all'interno delle famiglie, dei quartieri, delle aziende, ecc. In una settimana, secondo l'agenzia di stampa Xinhua, due milioni di libri del Falun Gong sono stati confiscati e distrutti con rulli compressori o bruciati pubblicamente.
Già nel giugno 1999 era stato creato un organo extra-giudiziale, detto Ufficio 610, per dirigere la repressione. Il suo compito era quello di coordinare la propaganda anti-Falun Gong, di raccogliere informazioni, di punire e di «rieducare» gli adepti. L'Ufficio 610 è strettamente associato all'"onnipotente" Comitato degli affari politici e amministrativi, diretto prima da Luo Gan e poi da Zhou Yongkang, entrambi fedelissimi di Jiang Zemin. Dipartimenti locali dell'Ufficio 610 sono stati istituiti a tutti i livelli (province, distretti, municipi e quartieri). Questo ufficio, con il suo status al di sopra della legge, non può non ricordare il «Gruppo per la Rivoluzione Culturale». Dal momento che nelle sue funzioni bypassa le leggi e la costituzione cinese, le autorità hanno per lungo tempo negato la sua esistenza.

#### Campagna mediatica e propaganda
La repressione è stata accompagnata fin dall'inizio da una campagna di propaganda a livello nazionale al fine di mettere l'opinione pubblica contro la pratica, che da allora viene definita xiejiao, un termine cinese che significa “insegnamento perverso”, spesso tradotto in inglese come «culto malvagio». Questo antico termine storicamente designava le religioni non confunciane. Nel contesto della Cina comunista, è usato dalla propaganda ufficiale per definire tutte le pratiche spirituali che non si sottomettono all'autorità del PCC. Secondo gli specialisti della Cina Daniel Wright e Joseph Fewsmith, quella del governo è «un'operazione premeditata di demonizzazione totale». Nel 2001 il Beijing Daily ha scritto: «Il Falun Gong può essere paragonato ad un topo che attraversa la strada. Nel vederlo, tutti urlano e vorrebbero vederlo schiacciato».
Questa campagna è stata portata avanti in modo massiccio dalla televisione, dalla stampa, dalla radio e tramite internet. Durante il primo mese della repressione, da 300 a 400 articoli che criticavano il Falun Gong sono apparsi su tutti i principali quotidiani controllati dallo Stato. Secondo Elizabeth J. Perry, professoressa dell'Università di Harvard e direttrice dell'Istituto Harvard-Yenching, i reportage anti-Falun Gong inondavano letteralmente i telegiornali della sera: «Per settimane, ogni sera venivano trasmesse immagini di libri del Falun Gong che erano stati consegnati volontariamente o confiscati dalla polizia nelle librerie e nelle case editrici (è interessante notare che alcuni erano stati pubblicati dalla casa editrice dell'Esercito di Liberazione del Popolo). Alcuni venivano accatastati e bruciati, altri riciclati». I reportage dei media si focalizzavano sulle dichiarazioni dei parenti delle “vittime” del Falun Gong che parlavano della «terribile tragedia» che si era abbattuta sui loro cari, ex adepti che avevano confessato «di essere stati truffati da Li Hongzhi e dicevano che ora si pentivano di essere stati così ingenui», e con «immagini felici di coloro che avevano abbandonato il Falun Gong» e trovato delle «alternative sane» come il badminton, la danza, il bowling, etc.
Elizabeth Perry sottolinea che la forma di questa campagna mediatica di Stato è molto simile a quella che il paese ha conosciuto durante le campagne di repressione dei decenni precedenti. Come la «campagna anti-destra degli '50 o la campagna contro l'inquinamento spirituale degli anni '80». Come fosse un ritorno alla Rivoluzione Culturale, il Partito ha organizzato manifestazioni per le strade, e il lavoro nelle aziende e nelle strutture scolastiche di tutto il paese si tenevano comizi che denunciavano la pratica. Sono state organizzate petizioni di massa contro il Falun Gong, la propaganda anti-Falun Gong è divenuta parte dei libri scolastici di ogni grado.
L'agenzia di stampa Xinhua ha pubblicato un editoriale in cui affermava che gli ufficiali dell'Esercito popolare di liberazione e della polizia che dichiaravano il loro sostegno al Falun Gong erano il frutto degli «sforzi delle forze occidentali ostili che vogliono distruggere la Cina», mentre in tutte le unità gli ufficiali giuravano di fare del loro meglio per difendere il governo centrale e «garantire la sicurezza nazionale e mantenere la stabilità sociale».

#### L'Incidente di Piazza Tiananmen
Il 23 gennaio 2001, alla vigilia del Capodanno Cinese, si è verificato un "incidente" che ha influenzato profondamente l'opinione pubblica cinese. Secondo i resoconti governativi cinque adepti del Falun Gong avrebbero tentato di darsi fuoco in piazza Tiananmen in segno di protesta. Tuttavia il Falun Dafa Information Center ha immediatamente negato la possibilità che potessero essere veramente degli adepti poiché gli insegnamenti del Falun Gong proibiscono esplicitamente la violenza e il suicidio.
Numerosi giornalisti e accademici occidentali, tra i quali Ian Johnson, Danny Schechter e David Ownby, hanno segnalato alcune incongruenze presenti nei resoconti ufficiali dell'evento, e in molti hanno sostenuto che l’intero incidente sia stata una messa in scena organizzata dal Pcc per screditare il Falun Gong e mettere l'opinione pubblica contro questa pratica.
Philip Pan del Washington Post, ha indagato sulla vita di due degli auto-immolati scoprendo che nel loro quartiere nessuno li aveva mai visti praticare gli esercizi del Falun Gong. Ha inoltre sottolineato che il governo cinese non ha mai permesso ai giornalisti stranieri di intervistare i sopravvissuti all'incidente.
Secondo l’articolo “The Breaking Point”, pubblicato dalla rivista Time, prima dell’"incidente di piazza Tiananmen" gran parte dei cittadini cinesi pensava che il Falun Gong non rappresentasse una reale minaccia, e che la repressione fosse una misura esagerata. Tuttavia la campagna mediatica basata sulla cosiddetta "auto-immolazione" è riuscita ad alterare l’opinione pubblica e a guadagnarne il consenso. Inoltre contemporaneamente al declino della simpatia nei confronti del Falun Gong le autorità hanno iniziato ad autorizzare “l’uso sistematico della violenza” contro il gruppo.

#### Motivi della persecuzione
Ci sono varie opinioni sul perché il PCC abbia lanciato la persecuzione contro il Falun Gong. Alcuni osservatori hanno individuato la causa principale nell'ossessione personale di Jiang Zemin e anche gli adepti del Falun Gong lo ritengono personalmente responsabile della persecuzione. Dean Peerman ha dichiarato che l'ex segretario generale era guidato da motivi strettamente personali, come ad esempio l'invidia per la popolarità di Li Hongzhi, e ha parlato anche del suo temperamento irascibile e bellicoso.
Il Washington Post ha scritto che gli altri membri del Comitato centrale del Partito non condividevano le opinioni di Jiang circa la necessità di sradicare il Falun Gong. Altri analisti hanno ipotizzato che Jiang «abbia utilizzato quello che credeva essere un bersaglio facile» per ristabilire e consolidare l'autorità della sua leadership, soprattutto dopo aver appreso che alcune persone nel suo entourage praticavano il Falun Gong. Secondo James Tong, non c'è stata tuttavia alcuna forte resistenza da parte del Politburo.
Secondo Tony Saich, professore di Harvard, Jiang Zemin ha usato la campagna di repressione per mettere alla prova la fedeltà nei suoi confronti dei membri del PCC. Questa ipotesi è stata confermata da un veterano del partito, il quale ha dichiarato che «innescando un movimento in stile maoista [contro il Falun Gong], Jiang ha costretto le più alte cariche a giurare fedeltà alla sua linea».
La persecuzione del Falun Gong può anche essere collegata direttamente a motivi ideologici e all'intolleranza generale del regime comunista nei confronti di tutto ciò che non è conforme alla linea del partito. David Palmer ricorda che il PCC ha cercato di creare delle sezioni del partito in tutte le scuole di qigong e che il Falun Gong non ha accettato questa imposizione per conservare la propria autonomia e indipendenza. Il quotidiano canadese The Globe and Mail ha riferito che la reazione «isterica» del regime di fronte a un inoffensivo gruppo spirituale mostra due aspetti spiacevoli del regime. In primo luogo «è ancora un regime totalitario incapace di tollerare qualsiasi 'competizione', esigendo fedeltà esclusiva da parte del popolo... ogni gruppo deve sottomettersi al controllo del PCC e qualsiasi gruppo non lo faccia viene percepito come una minaccia». In secondo luogo il Partito soffre di insicurezza, in particolare dopo gli avvenimenti di piazza Tiananmen nel 1989 «i leader vivono con il terrore del popolo cinese. Solo un regime intriso di paura può avere una tale reazione di panico nei confronti di un gruppo di persone di mezza età che si riuniscono nei parchi per praticare la meditazione».
Vivienne Shue sostiene che i leader cinesi hanno storicamente legittimato il proprio potere sostenendo di possedere la «verità». Nella Cina imperiale, questa verità si basava sugli insegnamenti confuciani e taoisti. Nella Cina attuale si basa interamente sulla linea ufficiale stabilita dal PCC, che poi viene ripetuta e diffusa dai media. L'agenzia di stampa Xinhua, portavoce del PCC, ha detto che «la verità, la compassione e la tolleranza, i principi sostenuti da Li Hongzhi, non hanno nulla in comune con il progresso etico e culturale socialista che noi ci stiamo sforzando di portare avanti» e ha sostenuto che fosse necessario schiacciare il Falun Gong, al fine di preservare «la purezza» e «il ruolo di avanguardia» del PCC.
Altri osservatori condividono l'opinione di Vivienne Shue. Secondo Stephen Chan, affermando che la vita umana è in qualche modo connessa con l'universo, il Falun Gong, in un certo senso si oppone all'ideologia comunista e materialista dello stato cinese. Chan pensa che questa opposizione ideologica sia una delle cause della persecuzione e sottolinea che il Falun Gong non costituisce una minaccia politica per il regime cinese e i suoi insegnamenti non contengono alcun programma politico nei suoi insegnamenti. Tuttavia ha concluso che il Falun Gong è stato bandito non a causa dei suoi insegnamenti, ma semplicemente perché non era una parte del “dispositivo” comunista.

#### Resistenza alla persecuzione

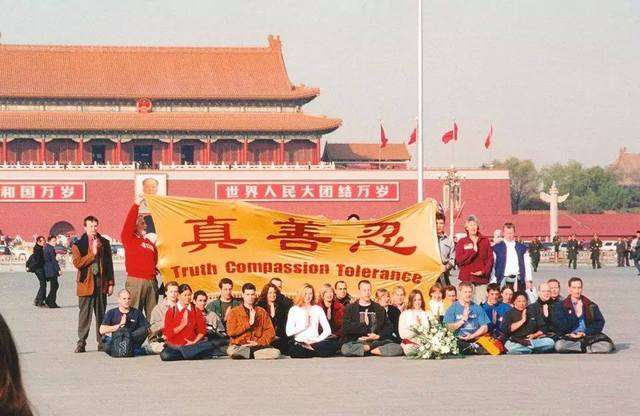
Il 21 novembre 2001, oltre 30 praticanti occidentali provenienti da 12 paesi si sono riuniti in piazza Tiananmen a Pechino, per fare un appello pacifico in favore del Falun Gong. Sono stati tutti arrestati pochi istanti dopo aver dispiegato uno striscione con sopra scritti i tre principi del Falun Gong.

La risposta del Falun Gong alla persecuzione in Cina è iniziata nel luglio 1999 con ricorsi negli uffici degli appelli locali e provinciali e a Pechino. Presto ci sono state dimostrazioni più ampie, con centinaia di adepti del Falun Gong che andavano quotidianamente in Piazza Tiananmen per praticare gli esercizi del Falun Gong o mostrare striscioni in difesa della pratica. Queste dimostrazioni venivano sistematicamente interrotte dalle forze di sicurezza, e gli adepti coinvolti arrestati - a volte in modo violento - e detenuti.. Fino al 25 aprile 2 000 più di 30 000 adepti sono stati arrestati nella piazza; settecento adepti del Falun Gong sono stati arrestati durante una dimostrazione in piazza Tiananmen il 1º gennaio 2001. Le proteste pubbliche sono continuate per tutto il 2001. Scrivendo per il Wall Street Journal, Ian Johnson ha scritto che «i fedeli del Falun Gong hanno messo insieme quella che è probabilmente la più duratura sfida alle autorità nei 50 anni del dominio comunista».
A partire dal tardo 2001 le dimostrazioni in Piazza Tiananmen sono divenute meno frequenti. Gli adepti hanno iniziato a produrre materiali informativi per rivelare la falsità del ritratto del Falun Gong offerto dalla propaganda mediatica e denunciare i dettagli e i responsabili dei casi di torture o maltrattamenti. Gli adepti hanno distribuito questi materiali nelle città e nelle campagne, spesso mettendo a rischio la propria sicurezza. Fonti del Falun Gong stimano che nel 2009 esistessero oltre 200 000 siti per la produzione di questi materiali in ogni parte della Cina. La produzione, il possesso o la distribuzione di materiali informativi è spesso uno dei motivi per cui le forze di sicurezza incarcerano o condannano gli adepti del Falun Gong.
Nel 2002, alcuni adepti del Falun Gong hanno interrotto le trasmissioni televisive della TV pubblica, sostituendo la regolare programmazione con programmi per chiarire la verità sul Falun Gong. Uno dei casi più rilevanti è accaduto nel marzo 2002, quando alcuni adepti del Falun Gong di Changchun hanno interrotto la programmazione di otto stazioni tv via cavo nella provincia di Jilin, e per quasi un’ora hanno mandato in onda un programma intitolato «Auto-Immolazione o Montatura?». Nei mesi seguenti tutti i sei adepti del Falun Gong coinvolti sono stati catturati. Due sono stati uccisi subito, mentre gli altri quattro sono morti prima del 2010 a seguito dei maltrattamenti subiti durante la detenzione.

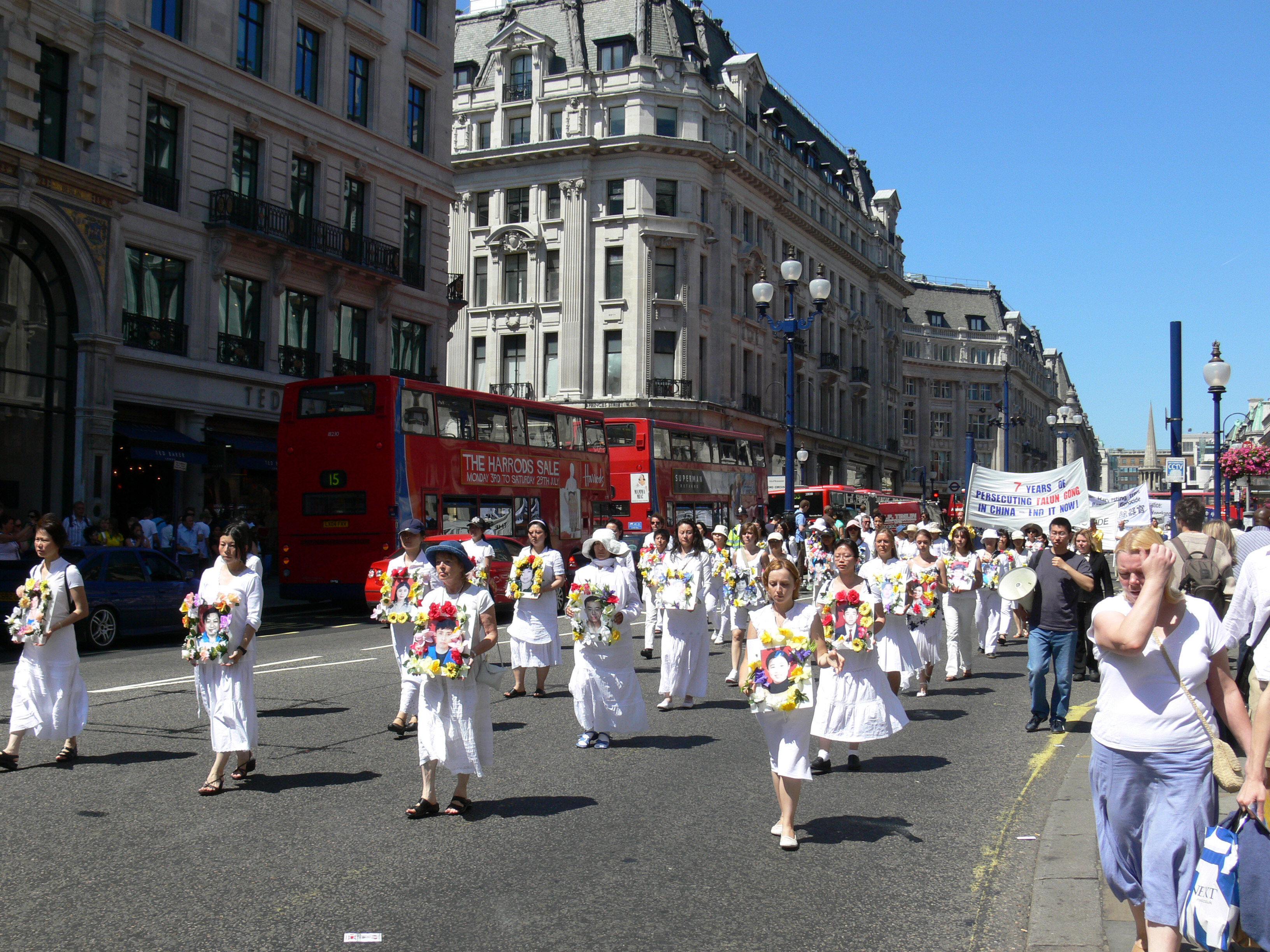
Parata a Londra per ricordare gli adepti uccisi dalla persecuzione.

Gli adepti del Falun Gong fuori dalla Cina hanno adottato una varietà di approcci per fronteggiare la persecuzione in Cina e mitigarne la violenza. Le iniziative variano dalla sensibilizzazione di media, governi e ONG, alle dimostrazioni pubbliche, ai tentativi di utilizzare la giustizia internazionale per portare i responsabili di fronte alla giustizia.
Dopo l'inizio della persecuzione nel 1999, gli adepti fuori dalla Cina hanno organizzato manifestazioni pubbliche, raccolte firme, appelli. In occasione di anniversari importanti, come il 25 aprile e il 20 luglio vengono organizzate in ogni parte del mondo attività di informazione, parate, dimostrazione degli esercizi in grandi gruppi. In ogni parte del mondo gli adepti organizzano anche sit-in e dimostrazioni fuori da ambasciate e consolati cinesi. Ad esempio a Vancouver e a Londra da anni sono in corso manifestazioni continue giorno e notte per denunciare la persecuzione. Anche le visite dei funzionari cinesi sono spesso accolte da dimostrazioni degli adepti del Falun Gong.
Sviluppatori informatici del Falun Gong negli Stati Uniti hanno creato diversi strumenti per superare la censura che possono essere usati dagli utenti di internet in Cina.
Gli adepti del Falun Gong fuori dalla Cina hanno iniziato decine di cause legati contro Jiang Zemin, Luo Gan, Bo Xilai, e altri ufficiali cinesi accusati di genocidio e crimini contro l’umanità. Secondo International Advocates for Justice, il Falun Gong ha intentato il più grande numero di cause per i diritti umani nel XXI secolo e le accuse includono i crimini più gravi previsti dal codice penale internazionale. Fino al 2006 erano state presentate 54 cause civili e penali in 33 paesi. In molti casi, i tribunali si sono rifiutati di giudicare i casi per ragioni di immunità. Alla fine del 2009 tuttavia due diversi tribunali, in Spagna e in Argentina, hanno incriminato Jiang Zemin e Luo Gan per “crimini contro l’umanità” e genocidio, e hanno chiesto il loro arresto - sentenza riconosciuta come fondamentalmente simbolica e di improbabile applicazione. Il tribunale spagnolo ha incriminato anche Bo Xilai, Jia Qinglin e Wu Guanzheng.

#### Forme di persecuzione
Nel suo rapporto per le Nazioni Unite del 2006, il Relatore speciale per la tortura Manfred Nowak affermava che gli adepti del Falun Gong erano le vittime del 66% dei casi di tortura documentati in Cina. Secondo il rapporto del 2007 sulla libertà religiosa del Dipartimento di Stato Americano, essi rappresentavano almeno la metà dei detenuti sottoposti alla rieducazione attraverso il lavoro. Secondo Amnesty International, mediamente, un terzo della popolazione dei Laogai sono praticanti del Falun Gong e in alcuni campi si arriva al 100%.
Gli adepti arrestati subiscono spesso torture e sono sottoposti a un «programma di trasformazione» definito dall'autorità carceraria. I praticanti sono anche usati come mano d'opera nei centri di detenzione per la produzione di prodotti destinati all'esportazione, e in passato, prima della loro chiusura, nei Laogai (campi di rieducazione attraverso il lavoro o di lavoro forzato); inoltre numerose indagini indicano che il regime sta utilizzando i praticanti come una «riserva viventi di organi» destinati ai trapianti.

##### Detenzioni, programma di trasformazione, torture
Secondo James Tong, l'obiettivo del regime cinese era dissolvere forzatamente il Falun Gong e «trasformare» i praticanti. Nel 2000 il Partito ha intensificato la campagna condannando i praticanti a lunghe pene detentive e alla “rieducazione attraverso il lavoro”, nel tentativo di forzarli ad abbandonare il loro credo e “riformare” il loro pensiero. Anche i capi di accusa sono aumentati e alcuni praticanti sono stati condannati per «disturbo dell'ordine sociale», «attentato alla sicurezza nazionale» o «sovversione del sistema socialista». Secondo Robert Bejesky, professore dell'università del Michigan, la stragrande maggioranza dei praticanti del Falun Gong condannati a lunghe pene, sono stati detenuti all'interno dei campi di rieducazione attraverso il lavoro invece che nelle strutture carcerarie ordinarie. Al termine del periodo di “rieducazione attraverso il lavoro”, i praticanti che si rifiutavano di “abiurare” vedevano la propria pena prolungarsi illegalmente, oppure venivano trasferiti nei centri per il lavaggio del cervello, spesso chiamati «centri di educazione alla legalità», specializzati nella «trasformazione della mente». Dopo la chiusura ufficiale dei campi di rieducazione attraverso il lavoro nel dicembre del 2013, i detenuti sono stati semplicemente dirottati verso un'altra forma di detenzione illegale -centri per il lavaggio del cervello, istituti psichiatrici e altri
. Secondo il rapporto di Amnesty International «Cambiare la zuppa ma non la medicina?», la pratica di «sottoporre le persone a rieducazione tramite il lavoro come punizione per aver pacificamente esercitato i propri diritti fondamentali non è fondamentalmente cambiata: al contrario... I praticanti del Falun Gong continuano ad essere condannati e inviati nei centri per il lavaggio del cervello o in altri centri di detenzione illegali».
Gran parte del programma di “trasformazione” deriva da tecniche utilizzate ai tempi di Mao, si basa sull'indottrinamento e la «riforma del pensiero». I praticanti del Falun Gong vengono costretti a guardare filmati anti-Falun Gong e a partecipare a sessioni di studio di marxismo «tradizionale» e di materialismo. Inoltre i resoconti dei praticanti del Falun Gong descrivono metodi coercitivi «inquietanti e sinistri». Le testimonianze raccontano di gravi percosse, torture psicologiche, torture fisiche e lavori pesanti e intensi. Sono stati segnalati anche casi di isolamento in condizioni disumane, di «trattamenti termici», dalla combustione al congelamento, e di scosse elettriche dirette ai punti sensibili del corpo. Inoltre i detenuti vengono spesso costretti a mantenere per lungo tempo posizioni dolorose. Le testimonianze includono numerosi episodi di alimentazione forzata attraverso un tubo (con soluzioni saline); di bastoncini di bambù piantati sotto le unghie; di privazione del cibo, del sonno e della possibilità di usare il bagno; di stupro, stupro di gruppo e molto altro ancora.
I casi riportati nei resoconti sembrano essere verificabili, poiché in gran parte includono informazioni dettagliate, come (1) il nome del praticante, con età, professione, residenza; (2) l'ora e il luogo della presunta aggressione, e spesso il nome specifico dell'istituto penitenziario e (3) i nomi e i gradi degli autori delle presunte aggressioni. Molti di questi rapporti comprendono elenchi di testimoni e la descrizione della lesioni, come sottolineato da James Tong.

##### Decessi
A causa delle difficoltà nell'accertare i casi denunciati di decessi causati dalle torture in Cina, le stime sul numero dei praticanti del Falun Gong che sono morti durante la persecuzione variano notevolmente. Nel 2009 il New York Times ha riferito che, secondo i gruppi per la tutela dei diritti umani, la repressione aveva ucciso «almeno 2000 persone». Amnesty International ha denunciato 100 casi di praticanti del Falun Gong morti durante la detenzione o poco dopo il loro rilascio nel corso del solo 2008. Il giornalista Ethan Gutmann della “Fondazione per la Difesa della Democrazia” ha stimato il numero effettivo delle vittime intorno alle 65 000 persone, basandosi anche sulle testimonianze dei rifugiati. Le autorità cinesi non hanno reso pubblico alcun dato circa i praticanti del Falun Gong morti a causa della repressione. Tuttavia, in alcuni casi, hanno negato che i decessi avvenuti in carcere siano stati causati da maltrattamenti.

#### Accuse di prelievo forzato di organi
A maggio del 2008 due relatori speciali delle Nazioni Unite hanno richiesto ancora una volta alle autorità cinesi di rispondere alle accuse, e dichiarare la provenienza degli organi in modo da spiegare l'improvviso aumento dei trapianti a partire dal 2000. Nell'agosto del 2009, Manfred Nowak, relatore speciale delle Nazioni Unite sulle torture, ha detto «Il governo cinese deve ancora diventare pulito e trasparente... deve spiegarci come è possibile che l'industria dei trapianti sia cresciuta massicciamente a partire dal 1999 senza un corrispettivo aumento dei donatori».
Nel 2014 anche il giornalista investigativo Ethan Gutmann ha pubblicato il risultato della sua indagine. Gutmann ha raccolto un grande numero di testimonianze, intervistando ex-detenuti dei campi di lavoro e delle prigioni, così come ex funzionari della pubblica sicurezza e medici che hanno avuto a che fare con il sistema dei trapianti in Cina.
David Matas, avvocato canadese per i diritti umani e David Kilgour, ex parlamentare canadese, su invito della Coalizione per indagare sulla persecuzione del Falun Gong - fondata dallo stesso Falun Gong - hanno svolto un'indagine indipendente su queste accuse e nel luglio 2006 hanno pubblicato i risultati preliminari della loro indagine. Basandosi sui dati ufficiali pubblicati dal ministero della Sanità cinese, hanno concluso che tra il 2000 e il 2005, la fonte di 41.500 trapianti di organi risulta inspiegabile, e che la fonte più plausibile per questi organi sono i prigionieri di coscienza, che sono in gran parte adepti del Falun Gong, ma anche tibetani, uiguri e cristiani indipendenti. Il rapporto include 33 distinti elementi di prova a sostegno delle accuse secondo le quali i praticanti del Falun Gong sono stati uccisi per i loro organi in Cina, tra i quali: il grande aumento dei trapianti di organi a livello nazionale a partire dal 1999; i brevissimi tempi d’attesa in Cina; la discrepanza tra il numero dei trapianti e le fonti di organi note; la vulnerabilità dei praticanti del Falun Gong; le insolite analisi mediche durante la detenzione dei praticanti del Falun Gong; le ammissioni di medici di ospedali cinesi durante conversazioni telefoniche registrate; i profitti derivanti dalla vendita degli organi e il funzionamento del sistema ospedaliero cinese; ecc.
Matas, Kilgour e Gutmann, hanno portato avanti un alacre lavoro di ricerca e di sensibilizzazione a livello internazionale, e il 22 giugno 2016 hanno pubblicato insieme il risultato aggiornato delle loro indagini. Il rapporto, di 792 pagine, si basa su una quantità di dati e informazioni riguardanti gli ospedali cinesi attivi nei trapianti. Matas ha detto in una conferenza: «Il Partito Comunista dice che il numero totale dei trapianti legali è di circa 10 000 all'anno. Ma in realtà andiamo facilmente oltre questa cifra prendendo in considerazione unicamente i tre ospedali più grandi della Cina». In questo rapporto gli inquirenti si astengono dal dare cifre definitive, ma sono certi che il numero delle vittime sia in realtà molto più grande di quanto avevano stimato le precedenti indagini. «In questo momento, diciamo che il range è compreso tra 60 000 e 100 000 all'anno, con una tendenza verso i numeri più alti. Ma quale numero si avvicini di più alla verità è lasciato al lettore; incoraggiamo il lettore a fare i propri calcoli e non pretendiamo che queste siano le ultime parole sull'argomento». Inoltre il rapporto conclude che il prelievo forzato di organi non è affatto diminuito negli ultimi anni.
Nel 2017 il Washington Post ha riportato che un avvocato che ha difeso da 300 a 400 adepti dell'organizzazione religiosa ha dichiarato di non aver "mai sentito parlare di organi prelevati da prigionieri vivi".
Nel 2022 Il Post riportava che sebbene il Falun Gong sostenga che il governo cinese pratichi l'asportazione forzata degli organi dei suoi seguaci, sulla sua fondatezza non esistono riscontri certi.

## Reazioni internazionali alla persecuzione
A partire dall'inizio della persecuzione nel 1999, le massicce violazioni dei diritti umani nella repressione del Falun Gong sono state denunciate dal Parlamento europeo, dai Relatori Speciali delle Nazioni Unite, da organizzazioni per i diritti umani come Amnesty International, Human Rights Watch, Reporter senza frontiere, il MRAP, la Laogai Research Foundation e altre ONG, oltre che da governi e personalità in ogni parte del mondo.

### Stati Uniti e Canada
Il Congresso degli Stati Uniti ha approvato diverse risoluzioni che chiedono la fine immediata della campagna di persecuzione contro i praticanti del Falun Gong in Cina e all'estero. La prima risoluzione è stata approvata nel novembre 1999. Nel luglio del 2002, all'interno della «House Concurrent Resolution 188», la Camera dei rappresentanti ha denunciato il «tristemente noto» Ufficio 610, che dirige la persecuzione ricorrendo sistematicamente al «lavaggio del cervello, alla tortura e all'omicidio» e ha dichiarato che la propaganda dei media controllati dallo Stato «ha inondato il pubblico nel tentativo di incitare odio e discriminazione». La risoluzione, approvata con 420 voti a favore e 0 contrari, chiedeva alla Cina di «fermare la persecuzione del Falun Gong e i maltrattamenti nei confronti dei praticanti del Falun Gong negli Stati Uniti; di rilasciare tutti i praticanti del Falun Gong e di porre fine alla tortura e agli altri trattamenti crudeli e disumani adoperati contro di loro, rispettando così il Patto internazionale sui diritti civili e politici e la Dichiarazione Universale dei Diritti dell'Uomo».
Nel 2009, ad Ottawa in Canada, un gruppo di senatori di diversi partiti e di membri del Parlamento preoccupati per la situazione del Falun Gong in Cina hanno creato l'associazione «Parlamentari amici del Falun Gong».
Il 16 marzo 2010, la Camera dei Rappresentanti ha votato la risoluzione 605 che chiede «la fine immediata della campagna di persecuzione, intimidazione, detenzione e di tortura dei praticanti del Falun Gong», condanna gli sforzi fatti dalle autorità cinesi per diffondere in tutto il mondo una «falsa propaganda» sulla pratica e esprime sostegno ai praticanti del Falun Gong perseguitati e alle loro famiglie.
Il Dipartimento di Stato degli Stati Uniti ha affermato, nella sua relazione sui diritti umani del 2011: «i media nazionali e stranieri e i gruppi per i diritti umani hanno continuato a denunciare casi di prelievo forzato di organi soprattutto da praticanti del Falun Gong e Uiguri».
Nel maggio 2013, i sindaci di San Carlo, San Pietro, O'Fallon e Wentzville hanno proclamato il 13 maggio 2013 come «Giornata della Falun Dafa».
Il 13 giugno 2016 la Camera dei rappresentanti degli Stati Uniti ha adottato all'unanimità la risoluzione 343 che chiede al regime comunista cinese di fermare immediatamente il prelievo forzato di organi dai praticanti del Falun Gong e da altri prigionieri di coscienza. La risoluzione chiede anche la fine immediata della persecuzione del Falun Gong, che è continuata per diciassette anni. Chiede inoltre il rilascio di tutti i praticanti del Falun Gong e degli altri prigionieri di coscienza e l'apertura di un'indagine credibile, trasparente e indipendente sul sistema dei trapianti di organi in Cina.
Il 25 giugno 2024 il Congresso degli Stati Uniti ha approvato con voto unanime (a livello di camera bassa, la "House") H.R. 4132 ovvero il "Falun Gong Protection Act", una legge americana che applica sanzioni ulteriori agli individui che sono implicati nel prelievo forzato di organi ai danni dei praticanti del Falun Gong, e per evitare la complicità involontaria dei soggetti del sistema sanitario americano in tale pratica.

### Europa

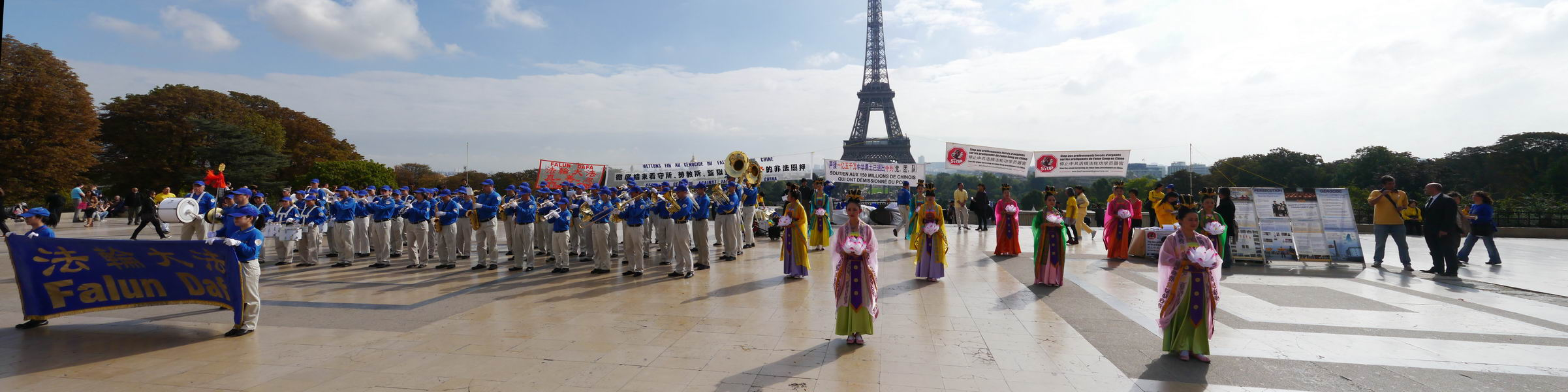
Manifestazione a Parigi, il 6 ottobre 2013 che denuncia la repressione e il traffico di organi dei praticanti del Falun Gong in Cina.

Il 7 settembre 2006 il Parlamento europeo ha adottato una risoluzione nell'ambito delle relazioni UE-Cina, che «condanna energicamente la detenzione e la tortura in carcere dei praticanti del movimento Falun Gong, i campi di "rieducazione attraverso il lavoro", gli ospedali psichiatrici e gli "istituti di istruzione legali"» e esprime preoccupazione per le informazioni secondo le quali gli organi dei praticanti del Falun Gong «sarebbero stati chirurgicamente asportati e venduti a ospedali».
Il 19 maggio 2010 il Parlamento europeo ha adottato una risoluzione in seguito alla comunicazione della Commissione europea dal titolo «Piano d'azione per la donazione e il trapianto di organi (2009-2015)», in cui si menzionava la repressione del Falun Gong: «Il Parlamento Europeo [...] prende atto della relazione di David Matas e David Kilgour sull'uccisione dei praticanti del Falung Gong per i loro organi, e chiede alla Commissione di presentare una relazione al Parlamento europeo e al Consiglio sulle accuse, corredata da altri casi simili».
Il 16 dicembre 2010 il Parlamento europeo ha reso noto il suo rapporto annuale del 2009 sui diritti umani nel mondo e sulla politica dell'UE in materia. Nella sezione «libertà di religione o di credo» condanna le autorità cinesi per la «persecuzione» del Falun Gong.
Il 12 dicembre 2013 il Parlamento europeo ha adottato una risoluzione che condanna il prelievo forzato di organi, sistematico e tollerato dallo Stato cinese; una pratica che colpisce soprattutto i prigionieri del Falun Gong. La risoluzione chiede anche l'immediato rilascio di tutti i prigionieri di coscienza in Cina inclusi i praticanti del Falun Gong.
Il 18 gennaio 2024 il Parlamento europeo ha approvato la una Risoluzione sulla continua persecuzione del Falun Gong in Cina, in particolare il caso di Ding Yuande, in cui chiede tra le altre cose alla Repubblica popolare cinese di "porre immediatamente fine alla persecuzione dei praticanti del Falun Gong e di altre minoranze, tra cui gli uiguri e i tibetani; chiede il rilascio immediato e incondizionato di Ding Yuande e di tutti i praticanti del Falun Gong in Cina"; 

### Nazioni Unite
I relatori speciali delle Nazioni Unite sulla tortura, sulle esecuzioni extragiudiziali, sulla violenza contro le donne e sulla libertà di religione e di credo hanno pubblicato diversi rapporti che condannano la persecuzione del Falun Gong in Cina e hanno trasmesso alle autorità cinesi la documentazione di centinaia di questi casi preoccupanti. Per esempio, nel 2003, il Relatore speciale sulle esecuzioni extragiudiziali ha scritto che i resoconti provenienti dalla Cina «descrivono scene strazianti in cui i detenuti, molti dei quali sono seguaci del movimento Falun Gong, sono morti a causa di abusi, negligenze o assenza di cure mediche. La crudeltà e la brutalità dei casi di tortura segnalati sono difficilmente descrivibili. Il 20 marzo 2007, in occasione della quarta sessione del Consiglio dei diritti umani, Manfred Nowak, relatore speciale delle Nazioni Unite per la tortura, ha presentato una relazione sui casi precedenti al 2006 di «persecuzione, abusi e torture» ai danni dei cittadini cinesi, in gran parte praticanti del Falun Gong.
Nel novembre 2008, il Comitato delle Nazioni Unite contro la tortura ha sottolineato nella sua relazione sulla Cina di essere «profondamente preoccupato per i resoconti di torture, di maltrattamenti e per le sparizioni ai danni di minoranze nazionali, etniche, religiose e altri gruppi vulnerabili, come i Tibetani, gli Uiguri e i praticanti del Falun Gong».
Nel 2010 il relatore speciale sulla libertà di religione e di credo ha condannato la diffamazione contro i gruppi religiosi minoritari, dedicando particolare attenzione ai governi di Iran e Cina per il loro atteggiamento verso la Baha'i e il Falun Gong.
Durante l'Assemblea generale delle Nazioni Unite del 19 maggio 2011, Gabriela Knaul, relatore speciale sull'indipendenza dei giudici e degli avvocati, ha scritto un rapporto mettendo in discussione l'indipendenza di queste categorie in Cina. Secondo il suo rapporto, i signori Tang Jitian e Lui Wei, che avevano cercato di difendere un praticante del Falun Gong, hanno subito pressioni e molestie e sono stati minacciati della revoca della licenza per esercitare la professione legale.

## Organizzazione

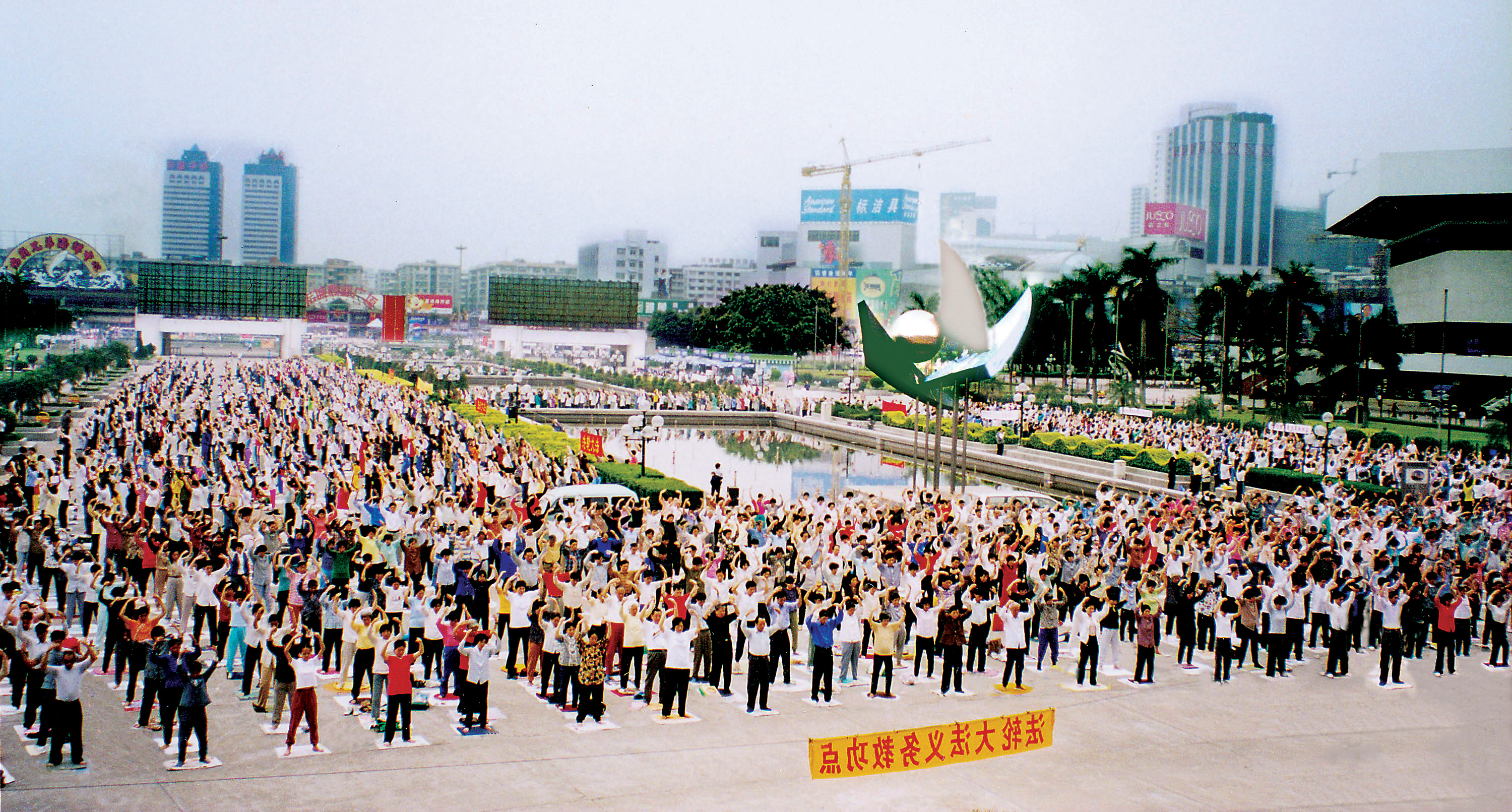
Guangzhou, grandi gruppi di pratica degli esercizi del Falun Gong erano una scena quotidiana in Cina prima della persecuzione lanciata nel 1999.

Gli insegnamenti del Falun Gong includerebbero un punto fondamentale: il Falun Gong è destinato ad essere «senza forma» e a non avere praticamente alcuna organizzazione materiale o formale. Non esisterebbero liste o registri dei praticanti; questi ultimi sarebbero liberi di partecipare alla pratica e di seguire gli insegnamenti al proprio ritmo. I praticanti non devono imporre agli altri in cosa credere o come comportarsi. Il fondatore del Falun Gong, Li Hongzhi, non interverrebbe nella vita personale dei praticanti, i quali non avrebbero pressoché nessun contatto con lui, se non attraverso lo studio dei suoi insegnamenti.
Secondo Craig Burgdoff, professore di teologia, non esistono gerarchie nel Falun Gong, e non è una disciplina dogmatica, la sola cosa che viene enfatizzata è la necessità di un comportamento morale elevato.
Nella maggior parte delle medie e grandi città, i praticanti organizzano appuntamenti regolari per praticare insieme gli esercizi e la meditazione o per dedicarsi allo “studio della Fa” durante il quale a volte praticano anche gli esercizi. Gli appuntamenti per fare gli esercizi e la meditazione sono descritti come gruppi informali di praticanti che di solito si incontrano nei parchi per una o due ore. Le sessioni di studio di gruppo si tengono generalmente di sera in abitazioni private, nelle aule universitarie o nelle scuole. Durante queste sessioni i praticanti leggono, discutono il contenuto delle lezioni e scambiano le proprie esperienze. Coloro che sono troppo occupati, isolati o che semplicemente preferiscono la solitudine possono scegliere di praticare da soli. La partecipazione a tutte le attività del Falun Gong è gratuita. Quando ci sono delle spese significative da coprire - ad esempio per il noleggio di attrezzature o per l'affitto di un auditorium per conferenze di grandi dimensioni - i costi vengono coperti di propria iniziativa da praticanti relativamente benestanti.
Il grado di organizzazione realizzato nel Falun Gong è raggiunto attraverso una comunità online globale e l'utilizzo di Internet, tramite il quale i praticanti si tengono in contatto tra di loro. Soprattutto in seguito all'inizio della persecuzione in Cina, i mezzi di comunicazioni elettronici e i vari siti web sono diventati il mezzo principale di coordinamento e di diffusione degli insegnamenti di Li Hongzhi.
Nel 1993 la Società di Ricerca della Falun Dafa con sede a Pechino è stata accettata come parte della Società di Ricerca sulla Scienza del Qigong in Cina (SRQC), l'ente statale che sovrintendeva all'amministrazione delle varie scuole di qigong del paese, e ne sponsorizzava attività e seminari. In base ai requisiti imposti dalla SRQC, il Falun Gong era inizialmente organizzato in una rete nazionale di centri di assistenza, “stazioni principali”, “diramazioni”, “stazioni guida” e luoghi di pratica locali, riflettendo la struttura della SRQC o persino quella del PCC stesso. Gli assistenti del Falun Gong erano volontari che insegnavano gli esercizi, organizzavano eventi e diffondevano gli insegnamenti di Li Hongzhi. La Società di Ricerca della Falun Dafa dava agli studenti consigli sulle tecniche di meditazione, forniva servizi di traduzione e coordinamento per la pratica a livello nazionale.
I successivi tentativi da parte delle autorità cinesi di rafforzare il controllo sul Falun Gong hanno causato l'effetto contrario. Dopo aver lasciato la SRQC nel 1996, il Falun Gong si è trovato al di fuori dei regolamenti governativi. Trovandosi sotto stretta sorveglianza da parte delle autorità, ha reagito adottando una struttura organizzativa più decentrata e flessibile. Nel 1997, la Società di Ricerca della Falun Dafa è stata ufficialmente sciolta, così come «i principali centri di assistenza» regionali. Tuttavia, i praticanti hanno continuato ad organizzarsi a livello locale, rimanendo in contatto attraverso i mezzi di comunicazione elettronica, le relazioni interpersonali e i luoghi di pratica degli esercizi. Fonti del Falun Gong e del governo cinese affermano che nel 1999 c'erano nel paese circa 1900 centri di assistenza e 28.263 siti locali di pratica degli esercizi del Falun Gong.
A partire dal luglio 1999, con l'inizio della repressione, il Falun Gong in Cina è stato costretto alla clandestinità. La struttura organizzativa è diventata ancora più informale e internet è diventato un mezzo importante per la comunicazione tra i praticanti. Le autorità cinesi hanno cercato di ritrarre il Falun Gong come una organizzazione con una struttura gerarchica e ben finanziata, ma James Tong, professore presso l'Università del Michigan, nel 2002 ha scritto che era nell'interesse del governo ritrarla così al fine di giustificare la sua repressione: «Più facevano apparire il Falun Gong come organizzato, più potevano giustificare la repressione del regime in nome dell'ordine sociale». Ha poi concluso che le affermazioni del Partito mancano di «prove sostanziali sia interne sia esterne» e che, nonostante gli arresti e la sorveglianza, le autorità non hanno mai «risposto in maniera credibile alle confutazioni del Falun Gong».

### Demografia
È impossibile valutare con esattezza il numero dei praticanti del Falun Gong, perché non esiste nessuna iscrizione, e quindi non ci sono «registri» dei nomi dei praticanti. Al di fuori della Cina, il Falun Gong è praticato da centinaia di migliaia, forse milioni di persone in tutto il mondo. Le comunità più grandi si trovano a Taiwan e nelle città del Nord America. Indagini demografiche condotte da Palmer e Ownby hanno mostrato che l'età media dei praticanti è di circa 40 anni. Tra le persone che hanno partecipato al sondaggio, il 56% erano donne e il 44% uomini. L'80% erano sposati. Le indagini hanno rivelato che gli intervistati possedevano un alto livello d'istruzione: il 9% aveva conseguito un dottorato di ricerca, il 34% una laurea quinquennale e il 24% una laurea triennale.

#### In Cina continentale
Secondo fonti occidentali prima del luglio 1999 il governo cinese stimava il numero dei praticanti del Falun Gong intorno a 60 o 70 milioni, una cifra che rivaleggiava con il numero dei membri del Partito Comunista. Al momento della repressione nel luglio 1999, la maggior parte delle fonti governative ponevano il numero dei praticanti tra i 2 e i 3 milioni di persone, sebbene alcune pubblicazioni mantenessero il numero intorno ai 40 milioni. La maggior parte delle stime per lo stesso periodo provenienti dal Falun Gong parlavano di un numero totale dei praticanti in Cina tra i 70 e gli 80 milioni. Altre fonti hanno stimato che il numero di praticanti del Falun Gong in Cina oscillasse tra i 10 ei 60 milioni.
Inchieste demografiche condotte in Cina nel 1998 stabilirono che i praticanti erano per lo più donne e in buona parte persone anziane. Il Falun Gong superava le barriere etniche e sociali e attirava diversi tipi di persone, dai giovani studenti, ai burocrati, agli intellettuali fino ai funzionari del PCC. Indagini condotte in Cina negli anni '90 rivelarono che tra il 23% e il 40% dei praticanti erano in possesso di un titolo universitario o di un diploma di studi di alto livello. Queste percentuali sono molto superiori rispetto a quelle della popolazione generale.
Dopo il luglio 1999 e l'inizio della persecuzione del Falun Gong da parte delle autorità, è divenuto ancora più difficile da valutare il numero dei praticanti in Cina. Alcune fonti stimano tuttavia che milioni di persone continuino a praticare in clandestinità.

## Organizzazioni affiliate

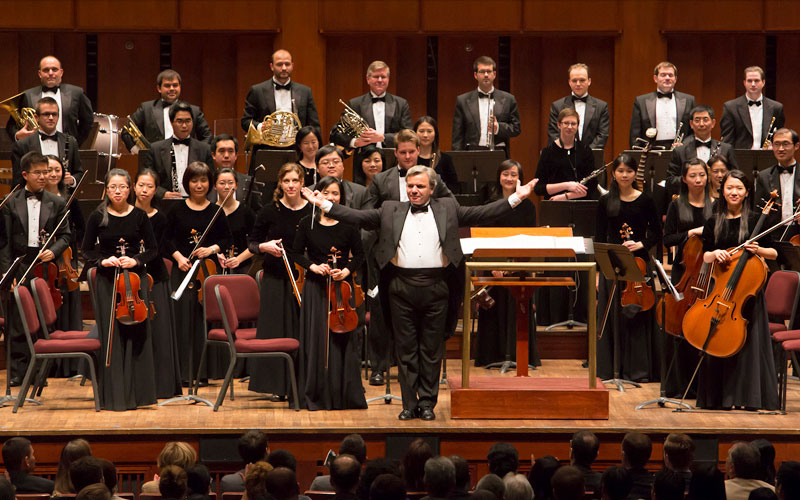
Compagnia di spettacolo Shen Yun Performing Arts

Gli adepti hanno anche fondato organizzazioni mediatiche internazionali per dare maggior visibilità alla loro causa e sfidare la versione fornita dai media di Stato cinesi. Questi includono il giornale The Epoch Times, New Tang Dynasty Television, la radio Sound of Hope e la compagnia di danza Shen Yun Performing Arts.

## Epoch Times
The Epoch Times è un quotidiano multilingue internazionale fondato nel 2000 da un gruppo di cino-americani legati al Falun Gong. La testata viene considerata vicina all'estrema destra ed è nota per aver sostenuto molteplici teorie del complotto, tra cui quelle del gruppo di estrema destra QAnon e quelle Novax durante la Pandemia di COVID-19.
Nel 2004 The Epoch Times ha pubblicato una serie di nove editoriali intitolati Nove Commentari sul Partito Comunista che presentano una storia critica del dominio del Partito Comunista. Questo ha catalizzato il Movimento Tuidang, che incoraggia i cittadini cinesi a rinunciare alle loro affiliazioni con il PCC, comprese quelle alla Lega della Gioventù Comunista e ai Giovani Pionieri. The Epoch Times sostiene che decine di milioni di persone hanno espresso le loro dimissioni dal PCC come parte di questo movimento, anche se questi numeri non sono stati verificati in modo indipendente.

## Pratica

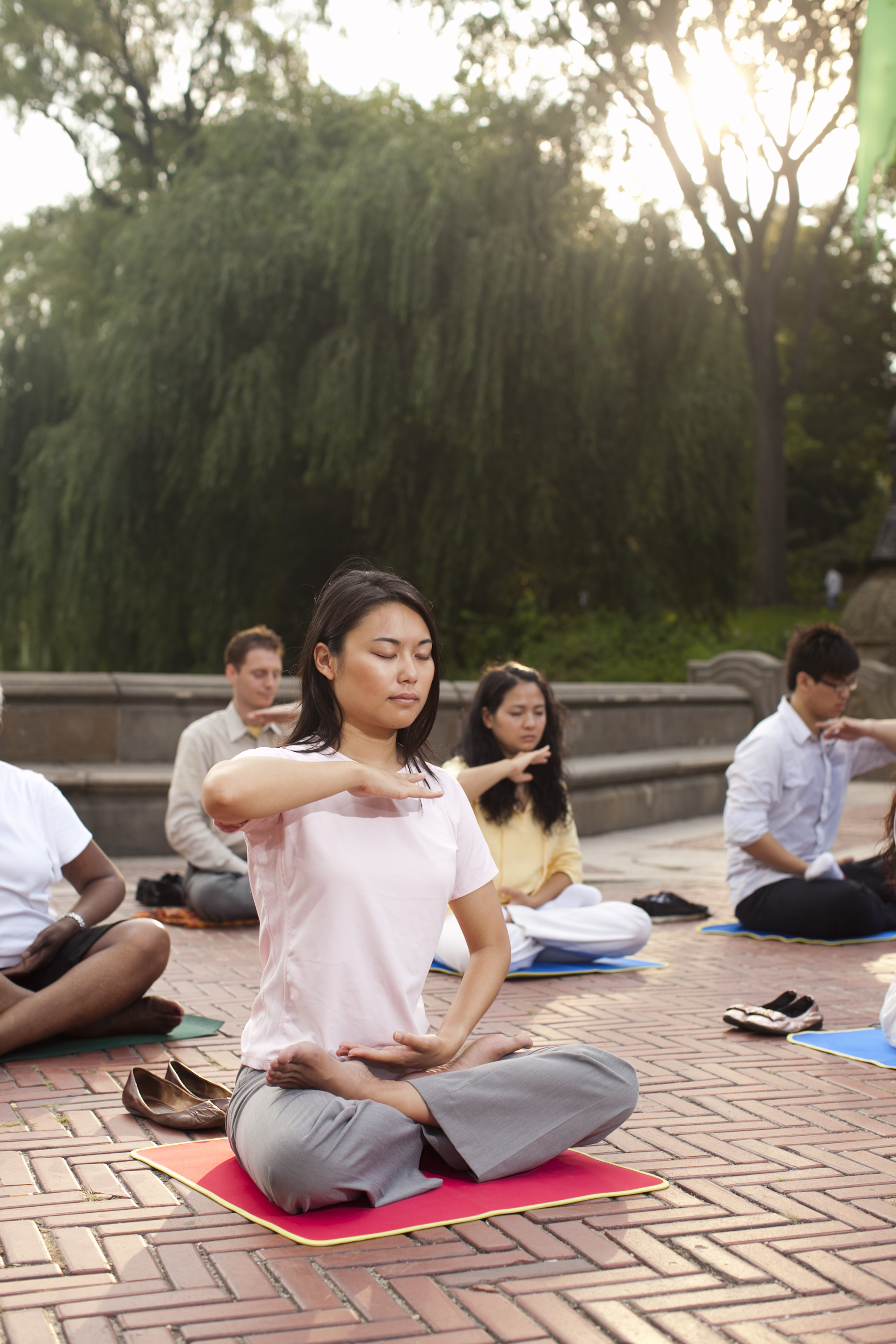
Praticanti del Falun Gong in meditazione, Manhattan

Nel contesto culturale cinese, il Falun Gong viene generalmente classificato come un sistema di qigong, termine che solo in parte traduce il più appropriato termine «xiulian» (修炼S, xiū liànP, lett. "pratica di coltivazione"), che fin dall'antichità descrive il percorso nel quale un individuo può raggiungere la perfezione spirituale, spesso attraverso la pratica congiunta di mente e corpo. Le tradizioni orientali non considerano il corpo e la mente come indipendenti e insegnano ad armonizzarli lavorando su entrambi. Le «pratiche di coltivazione» sono state una costante nella lunga storia cinese; sono parte delle tradizioni buddiste, taoiste e confuciane e includono le arti marziali interne. Richard Madsen, professore all'Università di San Diego in California, sottolinea che la cultura tradizionale cinese ha una «comprensione profonda della materia e della mente, del corpo e della mente». Secondo Zhao Yuezhi, professore presso l'Università Simon Fraser, in Canada, «il Falun Gong, come altre forme di qigong, sottolinea l'interconnessione tra la guarigione fisica e spirituale, contrariamente alla distinzione fatta in occidente tra medicina e spiritualità. Per ottenere un miglioramento della salute, gli esercizi fisici devono essere accompagnati da una coltivazione morale e gli esercizi spirituali aiutano a concentrare la mente. Nel caso del Falun Gong, i valori da coltivare sono verità (真T, zhēnP), compassione (善T, shànP) tolleranza (忍T, rěnP)». Benjamin Penny, professore di storia cinese all'Australian National University, sottolinea l'importanza di questi valori nel Falun Gong e ha scritto: «Il modo migliore per descrivere il Falun Gong è chiamarlo un sistema di coltivazione. I sistemi di coltivazione sono una caratteristica della vita cinese da più o meno 2500 anni e probabilmente anche da molto prima».

### Insegnamento
Il Falun Gong aspira a mettere in grado il praticante di ascendere spiritualmente attraverso la rettitudine morale, la pratica di una serie di esercizi e la meditazione. I tre principi che sono al centro dell'insegnamento sono Verità (真T, ZhēnP), Compassione (善T, ShànP) e Tolleranza (忍T, RěnP). Insieme, questi principi sono considerati la natura fondamentale del cosmo, il criterio per distinguere ciò che è bene da ciò che è male e la più alta manifestazione del Tao, o della Fa (Legge). L'assimilazione e coltivazione di questi principi è l'aspetto fondamentale della pratica della Falun Dafa.
La pratica del Falun Gong si compone di due elementi complementari: la pratica degli esercizi e la coltivazione della mente e del cuore, chiamata anche elevazione della «xinxing» (心性S, xīn xìngP, lett. "natura del cuore o della mente").

#### Esercizi
Il Falun Gong comprende quattro semplici esercizi in posizione eretta e una meditazione in posizione seduta. La pratica degli esercizi è considerata come secondaria rispetto all'elevazione spirituale, ma è comunque una componente essenziale del Falun Gong.
- Il primo esercizio, chiamato «Budda estende mille mani», ha lo scopo di agevolare la libera circolazione dell'energia e aprire i meridiani del corpo.
- Il secondo esercizio, chiamato «Esercizio del Falun in posizione statica in piedi», consiste in quattro posizioni statiche da mantenere per un periodo di tempo prolungato. L'obiettivo di questo esercizio è aumentare il livello dell'energia.
- Il terzo esercizio, «Scorrimento fra i due poli», prevede due serie di movimenti che permettono di espellere l'energia non buona del corpo e di rimpiazzarla con l'energia dell'universo, purificando così il corpo.
- Il quarto esercizio, «Circolazione Celeste del Falun», ha lo scopo di far circolare liberamente l'energia attraverso il corpo.
- Contrariamente ai primi quattro, il quinto esercizio si pratica stando seduti nella posizione del loto o del mezzo loto. Si chiama «Rafforzamento dei poteri soprannaturali», richiede di rimanere seduti in meditazione più a lungo possibile (ed è considerato come l'esercizio più avanzato)[222].

Gli esercizi del Falun Gong possono essere praticati individualmente o in gruppo, e più o meno a lungo a seconda delle necessità e della capacità di ciascun praticante. Sono insegnati gratuitamente da volontari.

#### Principi base
L'elevazione della xinxing si ottiene abbandonando i pensieri e i comportamenti negativi e armonizzandosi nella vita quotidiana ai tre principi che costituiscono la natura fondamentale dell'universo: verità, compassione e tolleranza (Zhen-Shan-Ren). Come Li Hongzhi precisa nel suo primo libro degli insegnamenti del Falun Gong, si tratta di abbandonare «tutti i desideri, i pensieri e i comportamenti negativi, come l'avidità, il profitto, la lussuria, il desiderio, l'uccidere, il lottare, il furto, la rapina, l'inganno, la gelosia, ecc».
Nella pratica del Falun Gong il perfezionamento di sé attraverso questi tre principi è considerato essenziale. Nello Zhuan Falun (轉法輪T, 转法轮S, zhuàn fǎ lúnP), il testo fondamentale della pratica pubblicato nel 1995, Li Hongzhi scrive: «“Ma non importa quanto cambi il criterio morale umano, la natura dell'universo non cambia, ed è l'unico criterio per distinguere le persone buone da quelle cattive. In quanto praticanti, dovete prendere la natura dell'universo come vostra guida per migliorare voi stessi».
Il Falun Gong sottolinea altri due concetti fondamentali: l'esistenza della virtù (德T, déP) e del karma (业T, yèP) nel senso di karma negativo. La prima si ottiene compiendo buone azioni e sopportando le difficoltà e le sofferenze, il secondo si accumula commettendo cattive azioni. La virtù di una persona determina la sua buona fortuna e la sua capacità di elevarsi spiritualmente. Al contrario, l'accumulazione del karma ha come conseguenza la sofferenza, la malattia e la separazione dalla natura dell'universo.
Gli insegnamenti del Falun Gong presuppongono che gli esseri umani siano originariamente e innatamente buoni, ma che siano discesi in questo regno di illusioni e sofferenza dopo essere diventati egoisti e aver accumulato karma. Per ritornare alla propria "vera natura originaria", devono assimilarsi alla natura dell'universo (verità, compassione e tolleranza), abbandonare i pensieri e i comportamenti cattivi e ripagare il karma.
Per eliminare il karma, i praticanti nella loro vita quotidiana devono essere onesti, compiere buone azioni e affrontare le difficoltà con pazienza e benevolenza. Ad esempio, Li afferma che un coltivatore «non deve rispondere quando viene colpito o insultato». Prima di essere superato, lo stress vissuto dai praticanti nella vita quotidiana può anch'esso contribuire alla riduzione del karma. L'elevazione spirituale si ottiene anche con l'abbandono degli attaccamenti. Non è un problema possedere le cose materiali, ma lo è essere attaccati ad esse. Viene raccomandato anche di abbandonare le dipendenze come il tabagismo e il consumo di alcool, poiché anch'esse sono degli attaccamenti. Anche un interesse eccessivo per la politica potrebbe divenire un attaccamento al potere o all'influenza nel mondo. Secondo Hu Ping, intellettuale e redattore capo del più vecchio giornale dissidente cinese, «il Falun Gong si occupa solo della purificazione dell'individuo attraverso l'esercizio, e non affronta le questioni sociali o nazionali. Non ci sono suggerimenti, e neanche impliciti accenni, ad un modello di cambiamento sociale».
Secondo David Ownby, i principi che guidano verso una elevazione spirituale non costituiscono nel Falun Gong un insieme di regole o precetti, ma piuttosto una base di conoscenza che ciascuno comprende in base al proprio vissuto e alle proprie situazioni. Il lavoro su di sé non è egoista e mira invece a trattare gli altri con compassione e benevolenza. Gli insegnamenti mettono l'accento sulla ricerca dentro se stessi di fronte ai problemi. Li Hongzhi sottolinea l'importanza di avere considerazione per gli altri in ogni circostanza. Stephen Chan, professore dell'Università di Londra, propone un parallelismo tra il Falun Gong e il buddismo affermando che condividono la stessa dottrina principale della benevolenza incondizionata e della compassione verso gli altri.
Il Falun Gong fa eco alle tradizioni cinesi secondo le quali gli esseri umani sono connessi con l'universo attraverso lo spirito e il corpo. Li Hongzhi sollecita a mettere in discussione «le mentalità convenzionali» relative alla natura e alla genesi dell'universo, allo spazio tempo e al corpo umano. Il Falun Gong si rifà alle tradizioni dell'Asia orientale e alla scienza tradizionale cinese come sistema ontologico totalmente differente e altrettanto valido. Tuttavia, nel presentare alcuni dei suoi insegnamenti prende in prestito moderne idee scientifiche - ad esempio facendo riferimento alla struttura atomico-molecolare della materia. Secondo David Ownby, "Li Hongzhi ha presentato la sua visione da una parte come un ritorno ad una tradizione spirituale persa o trascurata, e dall'altra come un importante contributo alla scienza moderna", mentre molti intellettuali cinesi che hanno iniziato a praticare il Falun Gong, sostengono che nello spiegare la relazione tra scienza e le "grandi strutture cosmiche e le domande esistenziali", Li Hongzhi ha reso la scienza più grande che mai. Questo punto di vista è condiviso da Richard Madsen.

#### Testi
Il primo libro del Falun Gong è stato pubblicato nell'aprile 1993. Intitolato China Falun Gong, o semplicemente  Falun Gong (PDF)., è un testo introduttivo che discute il qigong, i principi della pratica di coltivazione e il miglioramento del carattere morale (xinxing). Il libro fornisce anche illustrazioni e spiegazioni dei cinque esercizi. La raccolta principale degli insegnamenti è articolata nel libro  Zhuan Falun (PDF)., pubblicato in cinese nel gennaio 1995. Il libro è diviso in nove “lezioni”, ed è basato sulle trascrizioni riviste delle conferenze tenute da Li Hongzhi nei tre anni precedenti in diverse parti della Cina.

#### Simbolo
Il simbolo della pratica è il Falun (法輪T, 法轮S, FǎlúnP, lett. "Ruota della Legge" o in sanscrito Dharmacakra). Mentre nel Buddismo il Dharmacakra rappresenta la completezza della dottrina, nonostante l'evocazione della terminologia e dei simboli buddisti, la ruota della legge come compresa nel Falun Gong ha connotazioni distinte. Il Falun è la rappresentazione della miniatura dell'universo. Il titolo del testo principale degli insegnamenti del Falun Gong, lo Zhuan Falun, significa letteralmente «Girare la ruota della legge». Questa «Ruota della Legge» contiene una grande svastica al centro e quattro più piccole ai lati, che sono i segni particolari dei Budda, e quattro piccoli Taiji (simboli di yin-yang) che rappresentano il Tao.

## Il Falun Gong fuori dalla Cina

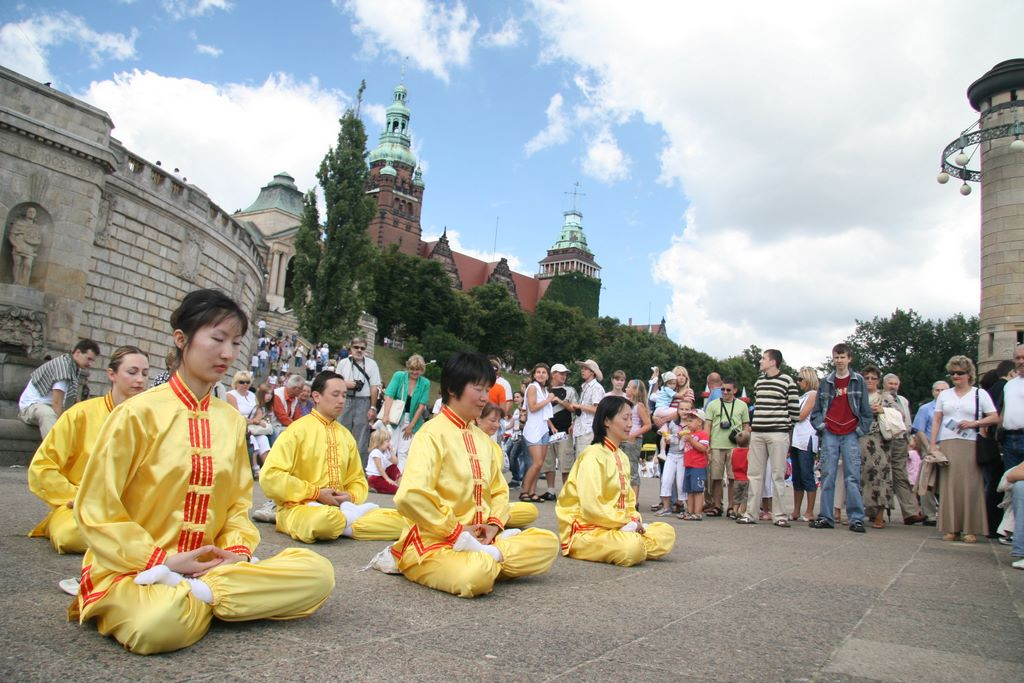
I Falun Gong in Polonia nel 2007.

Li Hongzhi ha iniziato ad insegnare il Falun Gong a livello internazionale nel marzo 1995. La sua prima tappa è stata Parigi dove, su invito dell’ambasciatore cinese, ha tenuto una lezione all’ambasciata della RPC. Questa è stata seguita da una serie di lezioni in Svezia nel maggio 1995. Tra il 1995 e il 1999, Li ha tenuto conferenze negli Stati Uniti, in Canada, in Australia, in Nuova Zelanda, in Germania, in Svizzera e a Singapore.
La crescita del Falun Gong fuori dalla Cina è coincisa in gran parte con la migrazione di studenti dalla Cina Continentale in occidente all’inizio e verso la metà degli anni ‘90. Associazioni e club del Falun Gong sono apparsi in Europa, Nord America e Australia, e le loro attività si concentravano soprattutto nei campus universitari. Volontari del Falun Gong e Associazioni della Falun Dafa si trovano oggi in più di 70 paesi fuori dalla Cina.
Traduzioni degli insegnamenti del Falun Gong sono iniziate ad apparire alla fine degli anni ‘90. Mentre la pratica cominciava a proliferare fuori dalla Cina, Li Hongzhi ha iniziato a ricevere riconoscimenti negli Stati Uniti e in altri paesi del mondo occidentale. Nel maggio 1999 è stato accolto a Toronto dai saluti del sindaco e del governatore generale provinciale, e nei due mesi seguenti ha ricevuto anche riconoscimenti dalle città di Chicago e San Jose.
Anche se la pratica negli anni ‘90 stava cominciando ad attrarre l’interesse di persone all’estero, il Falun Gong è rimasta relativamente sconosciuto fuori dalla Cina fino alla primavera del 1999, quando le tensioni tra il Falun Gong e le autorità del Partito Comunista sono diventate un soggetto discusso dai media internazionali. Col crescere dell’attenzione, la pratica ha guadagnato un maggiore seguito fuori dalla Cina. Dopo il lancio della persecuzione contro il Falun Gong da parte del PCC, la presenza all’estero è divenuta vitale per la resistenza della pratica in Cina e la sua sopravvivenza.